# Serbischer Fußballpokal 2006/07
Der Serbische Fußballpokal 2006/07 (auch Lav Kup Srbije) war die erste Austragung des serbischen Pokalwettbewerbs. Er wurde vom Serbischen Fußball-Bund (FSS) ausgetragen. Bis 2006 und der Unabhängigkeit Montenegros spielten die Vereine im Pokal von Serbien und Montenegro. Das Finale fand am 15. Mai 2007 im Stadion Partizana von Belgrad statt.
Pokalsieger wurde Roter Stern Belgrad. Das Team setzte sich im Finale gegen Vojvodina Novi Sad durch. Da Roter Stern durch die Meisterschaft bereits für die der Champions League qualifiziert war, erhielt der unterlegene Finalist den Startplatz für die 1. Qualifikationsrunde im UEFA-Pokal 2007/08.

## Modus
Alle Begegnungen wurden in einem Spiel ausgetragen. Endete ein Spiel nach 90 Minuten unentschieden, kam es direkt zum Elfmeterschießen.

## Teilnehmer
| Prva Liga Serbien & Montenegro 2005/06 (13)                                                                                | Prva Liga Serbien & Montenegro 2005/06 (13)                                                      | Prva Liga Serbien 2005/06 (14)                                                                                     | Prva Liga Serbien 2005/06 (14)                                                                                   | Regionale Pokalsieger (5)                                                                     |
| --- | ------------------------------------------------------------------------------------------------ | --- | --- | --------------------------------------------------------------------------------------------- |
| - FK Banat Zrenjanin - FK Borac Čačak - FK Hajduk Kula - FK Javor Ivanjica - FK Obilić - Partizan Belgrad - FK Rad Belgrad | - Roter Stern Belgrad - FK Smederevo - Vojvodina Novi Sad - FK Voždovac - FK Zemun - OFK Belgrad | - FK BASK - FK Bežanija - FK ČSK Pivara - FK Čukarički - FK Mačva Šabac - FK Mladost Apatin - FK Napredak Kruševac | - FK Radnički Niš - FK Radnički Pirot - FK Sevojno - FK Spartak Subotica - FK Srem - FK Vlasina - OFK Mladenovac | - FK Big Bull Bačinci - FK Jedinstvo Putevi - FK Mokra Gora - FK Teleoptik - FK Timok Zaječar |

## 1. Runde
|                      | Ergebnis        |                    |
| -------------------- | --------------- | ------------------ |
| 20. September 2006   |                 |                    |
| FK Timok Zaječar     | 0:1             | FK Banat Zrenjanin |
| FK Jedinstvo Putevi  | 1:3             | FK Čukarički       |
| OFK Mladenovac       | 2:1             | FK Smederevo       |
| FK Obilić            | 0:3             | FK Vlasina         |
| Vojvodina Novi Sad   | 4:1             | FK BASK            |
| FK Mokra Gora        | 1:1 (4:3 i. E.) | FK Borac Čačak     |
| FK Srem              | 1:0             | FK Rad Belgrad     |
| FK Spartak Subotica  | 0:2             | FK Mladost Apatin  |
| FK Teleoptik         | 2:2 (4:5 i. E.) | FK Voždovac        |
| FK Bežanija          | 4:0             | FK Mačva Šabac     |
| FK Napredak Kruševac | 3:0             | FK Javor Ivanjica  |
| FK Radnički Niš      | 3:0             | FK Hajduk Kula     |
| FK Big Bull Bačinci  | 0:4             | OFK Belgrad        |
| Partizan Belgrad     | 3:0             | FK ČSK Pivara      |
| 25. Oktober 2006     |                 |                    |
| Roter Stern Belgrad  | 3:0             | FK Sevojno         |
| FK Zemun             | 3:5             | FK Radnički Pirot  |

## Achtelfinale
|                    | Ergebnis        |                      |
| ------------------ | --------------- | -------------------- |
| 25. Oktober 2006   |                 |                      |
| Partizan Belgrad   | 2:0             | FK Srem              |
| FK Mladost Apatin  | 2:0             | OFK Belgrad          |
| OFK Mladenovac     | 0:1             | Vojvodina Novi Sad   |
| FK Vlasina         | 0:0 (2:4 i. E.) | FK Bežanija          |
| FK Banat Zrenjanin | 1:1 (8:7 i. E.) | FK Napredak Kruševac |
| FK Voždovac        | 1:2             | FK Čukarički         |
| 8. November 2006   |                 |                      |
| FK Mokra Gora      | 1:2             | Roter Stern Belgrad  |
| FK Radnički Pirot  | 3:1             | FK Radnički Niš      |

## Viertelfinale
|                    | Ergebnis |                     |
| ------------------ | -------- | ------------------- |
| 14. März 2007      |          |                     |
| FK Radnički Pirot  | 1:2      | Vojvodina Novi Sad  |
| FK Banat Zrenjanin | 1:0      | FK Bežanija         |
| FK Čukarički       | 0:2      | Roter Stern Belgrad |
| FK Mladost Apatin  | 0:3      | Partizan Belgrad    |

## Halbfinale
|                     | Ergebnis |                    |
| ------------------- | -------- | ------------------ |
| 18. April 2007      |          |                    |
| Roter Stern Belgrad | 1:0      | Partizan Belgrad   |
| Vojvodina Novi Sad  | 1:0      | FK Banat Zrenjanin |

## Finale
| Paarung             | Roter Stern Belgrad – Vojvodina Novi Sad |
| Ergebnis            | 2:0 (0:0) |
| Datum               | 15. Mai 2007 |
| Stadion             | Stadion Partizana, Belgrad |
| Zuschauer           | 15.467 |
| Schiedsrichter      | Dejan Delević |
| Tore                | 1:0 Ognjen Koroman (63.) 2:0 Dušan Đokić (85.) |
| Roter Stern Belgrad | Ivan Ranđelović – Dušan Basta, Ibrahima Gueye, Đorđe Tutorić, Dušan Anđelković – Dejan Milovanović, Segundo Castillo, Nenad Milijaš, Ognjen Koroman (84. Nebojša Joksimović) – Milanko Rašković (56. Igor Burzanović), Milan Purović (75. Dušan Đokić). Cheftrainer: Boško Gjurovski ( Nordmazedonien) |
| Vojvodina Novi Sad  | Damir Kahriman – Miodrag Stošić, Igor Đurić, Nino Pekarić, Nikola Petković – Gojko Kačar (75. Predrag Sikimić), Aleksandar Popović, Dušan Tadić (88. Goran Smiljanić), Milan Davidov – Vladimir Buač (65. Miodrag Pantelić), Ranko Despotović. Cheftrainer: Milovan Rajevac                            |